# Chad Valdes
Nacido en Amberes, Bélgica y con nacionalidad Panameña. Nieto de los cantantes famosos:  Miguelito "Babalu" Valdes (por parte de padre) y Ernesto "Negrito" Chapuseaux y Sylvia de Grasse (por parte de madre).

## Biografía

### Ámbito Deportivo
Chad Valdes fue el campeón Nacional de Tenis de Panamá (Categoría A- Profesional) de (1989-2008) hasta cuando se retira de la actividad profesional internacional. También fue Campeón infantil/juvenil de Tenis de Panamá (1985-1989). Chad vuelve a finales del 2008 al tenis profesional para participar nuevamente en el circuito de manera parcial, y nuevamente retoma el liderazgo de raqueta #1 de Panamá para la Copa Davis. Miembro del Equipo Copa Davis de Tenis de Panamá como raqueta #1 (1997-2004) y (2008). Ganó 3 torneos en el Circuito Profesional Internacional (Trinidad y Tobago, Valdosta, y Atlanta).

### Ámbito Musical
Chad forma Dialecto (La agrupación) en el 2001, banda de pop rock electrónico con 5 producciones/cd discográficas hasta la fecha. Ganadores de los Premios Panamarock 2005 y 2007 como mejor banda Pop rock del ano en Panamá y Mejor Proyección Internacional. La banda hace giras exitosas por Honduras, México, Colombia y Estados Unidos llenando conciertos en cada ciudad donde se presenta.